# Единство (Южная Осетия)
Южно-Осетинская республиканская политическая партия «Единство» (РПП «Единство») — политическая партия Южной Осетии. Создана 5 апреля 2003. На парламентских выборах 5 го созыва в мае 2009 заняла 17 из 33 мест в парламенте Южной Осетии. Тесно связана с российской партией Единая Россия, во многом копирует её взгляды и модель устройства, между двумя партиями заключено соглашение о сотрудничестве.
Возглавляет партию Зураб Кокоев. Партия поддерживала курс президента Эдуарда Кокойты и кандидата в президенты Анатолия Бибилова. Однако впоследствии Бибилов создал свою партию "Единая Осетия", получившую на выборах 2014 г. более половины мест в парламенте, в то время как "Единство" не получило ни одного места.